# Paul Modrich
Paul Lawrence Modrich (Raton, Novo México, 13 de junho de 1946) é um bioquímico e geneticista estadunidense. Foi laureado com o Nobel de Química de 2015, juntamente com Tomas Lindahl e Aziz Sancar, por estudos mecanicísticos para reparo de DNA.

## Biografia
Modrich cresceu em uma pequena cidade ao norte do Novo México. Estudou no Instituto de Tecnologia de Massachusetts, onde obteve um bacharelado em biologia em 1968. Obteve um PhD em bioquímica em 1973 na Universidade Stanford.
Recebeu o Prêmio Charles S. Mott de 1996. É membro da Academia Nacional de Ciências dos Estados Unidos, da Academia de Artes e Ciências dos Estados Unidos e da Academia Nacional de Medicina dos Estados Unidos.